# John H. Morrow junior
John Howard Morrow junior (* 27. Mai 1944 in Trenton, New Jersey) ist ein US-amerikanischer Neuzeit- und Militärhistoriker.
Sein Vater John H. Morrow (1910–2000) war amerikanischer Diplomat, erster US-Botschafter in Guinea nach dessen Unabhängigkeit und erster US-Botschafter bei der UNESCO (in einer Zeit, da Afroamerikaner im diplomatischen Dienst selten waren). Sein Onkel E. Frederic Morrow (1909–1994) war der erste Afroamerikaner, der im Weißen Haus eine Verwaltungsposition hatte.
John Howard Morrow studierte Geschichte am Swarthmore College mit dem Bachelor-Abschluss und wurde 1971 an der University of Pennsylvania promoviert. Danach lehrte er an der University of Tennessee, an der er von 1983 bis 1988 die Geschichts-Abteilung leitete. Ab 1988 war er Franklin-Professor an der University of Georgia.
1988/89 war er Charles-Lindbergh-Gastprofessor am National Air and Space Museum und 2005 Gastprofessor an der US Military Academy in West Point. Außerdem lehrte er am National War College und Air War College.
Er befasste sich mit Luftkrieg im Ersten Weltkrieg und speziell der Geschichte der deutschen Luftwaffe im Ersten Weltkrieg. Er schrieb auch mit Jeffrey Sammons eine Geschichte des afroamerikanischen 369. Infanterieregiments im Ersten Weltkrieg, den wegen ihrer Herkunft aus Harlem sogenannten Harlem Hellfighters oder Black Rattlers. Er veröffentlichte auch eine Geschichte des Ersten Weltkriegs, die den Konflikt aus weltweiter Perspektive im Rahmen des Imperialismus untersuchte.
2019 erhielt er den hochdotierten Pritzker Literature Award for Lifetime Achievement in Military Writing, 2024 den Samuel Eliot Morison Prize.

## Schriften
- mit Jeffrey T. Sammons: Harlem's Rattlers and the Great War: The Undaunted 369th Regiment and the African American Quest for Equality, University Press of Kansas 2014
- als Herausgeber mit Earl Rogers: A Yankee Ace in the RAF. The World War I Letters of Captain Bogart Rogers, University Press of Kansas 1996
- The Great War in the Air: Military Aviation from 1909 to 1921, Smithsonian History of Aviation Series, 1993
- German Airpower in World War I, University of Nebraska Press 1982
- Building German Airpower 1909–1914, University of Tennessee Press, 1976
- The Great War: An Imperial History, Routledge 2003